# Miriam Vece

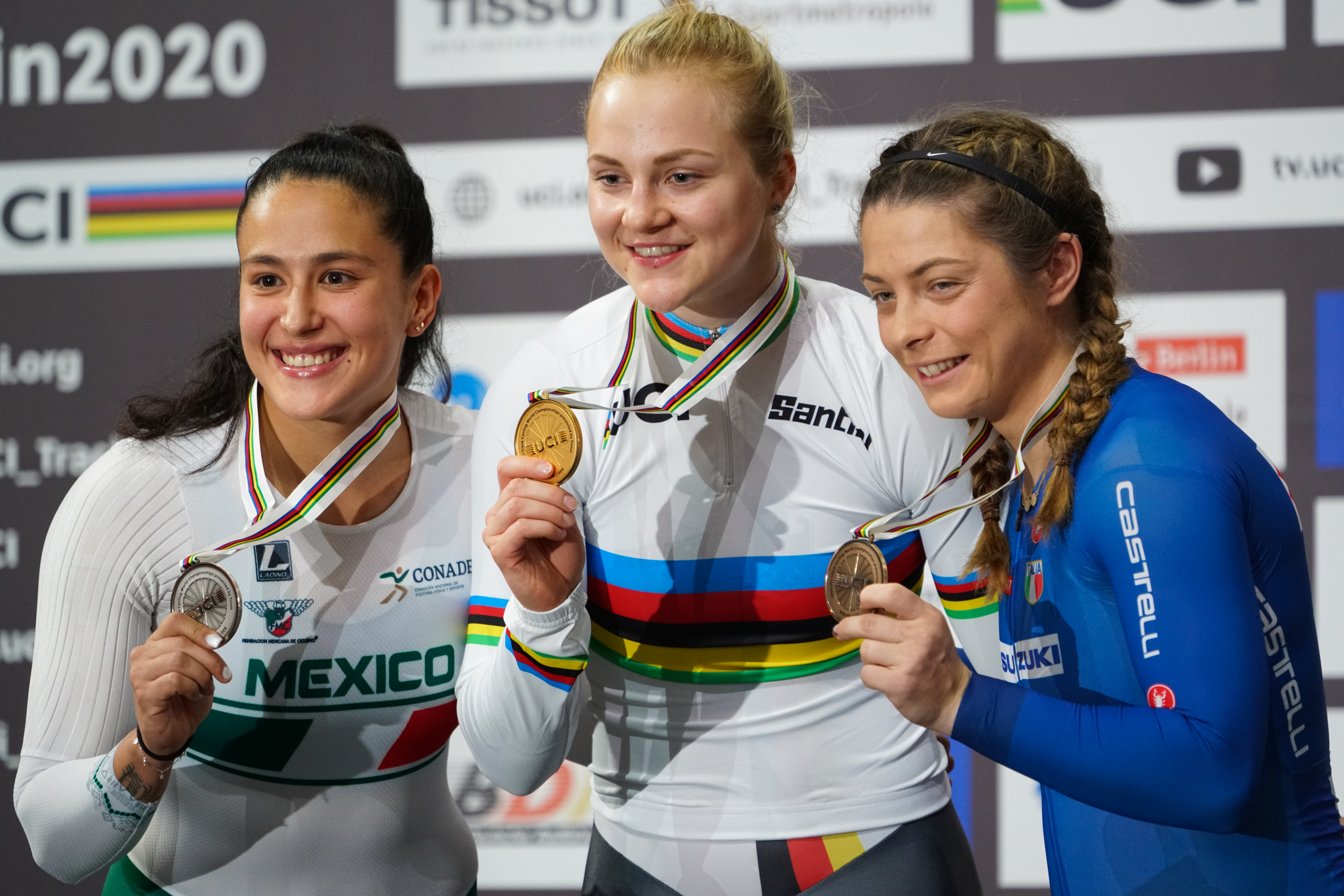
2020 wurde Vece (r.) in Berlin WM-Dritte im Zeitfahren, hinter Jessica Salazar (l.) und Lea Sophie Friedrich

Miriam Vece (* 16. März 1997 in Crema) ist eine italienische Radsportlerin, die vorrangig Rennen in Kurzzeitdisziplinen auf der Bahn bestreitet.

## Sportliche Laufbahn
Miriam Vece ist seit 2010 als Radsportlerin aktiv. 2014 wurde sie italienischen Junioren-Meisterin im 500-Meter-Zeitfahren sowie im Teamsprint mit Elena Bissolati. Im Jahr darauf errangen die beiden Sportlerinnen im Teamsprint bei den Junioren-Weltmeisterschaften die Bronzemedaille und bei den Junioren-Europameisterschaften die Silbermedaille.
2018 wurde Miriam Vece zweifache U23-Europameisterin, im 500-Meter-Zeitfahren und im Sprint. 2018 und 2019 wurde sie italienische Meisterin im Sprint. Bei den Bahnradsport-Weltmeisterschaften 2020 in Berlin errang sie Bronze im Zeitfahren. 2021 gewann sie das 500-Meter-Zeitfahren beim Lauf des Nations’ Cup in Hongkong.

## Erfolge

### Bahn
2014
- Italienische Junioren-Meisterin – 500-Meter-Zeitfahren, Teamsprint (mit Elena Bissolati)

2015
- Junioren-Weltmeisterschaft – Teamsprint (mit Elena Bissolati)
- Junioren-Europameisterschaft – Teamsprint (mit Elena Bissolati)

2018
- U23-Europameisterin – Sprint, 500-Meter-Zeitfahren
- U23-Europameisterschaft – Teamsprint (mit Martina Fidanza)
- Italienische Meisterin – Sprint

2019
- Europaspiele – 500-Meter-Zeitfahren
- U23-Europameisterschaft – 500-Meter-Zeitfahren
- U23-Europameisterschaft – Sprint
- Italienische Meisterin – Sprint

2020
- Weltmeisterschaft – 500-Meter-Zeitfahren
- Italienische Meisterin – 500-Meter-Zeitfahren, Sprint
- Europameisterschaft – 500-Meter-Zeitfahren

2021
- Nations’ Cup in Hongkong – 500-Meter-Zeitfahren
- Italienische Meisterin – Sprint, Keirin

2023
- Italienische Meisterin – Sprint, Keirin, 500-Meter-Zeitfahren, Teamsprint (mit Giada Capobianchi, Valentina Scandolara und Martina Alzini)